# 産後の肥立ち
産後の肥立ち（さんごのひだち）は、出産後の産褥期の女性に対して、生活上の様々な制限が加えられる伝統的風習。

## 概要
「産後の肥立ち」という言葉は「産後に体力をつけて肥え太る」という意味である。出産後に一定の期間を定め、体調を整えるためとの名目で行われる。その期間はおおむね1か月以上に及ぶが、その地の風習や民族により様々。この期間出産後の女性は、民族の慣行あるいは生活上のしきたりとして、生活上様々な「やってはいけないこと」が求められる。

## 坐月子の風習
中国では古代からの風習として、出産した女性の健康維持のため、沐浴や洗髪が禁じられ、外気に体をさらさないようにしていた。現代においては、地域によっては居所や産院に冷暖房が完備され、上水道も整っていて清潔な水道水が入手可能な場合が多いため、状況に応じて入浴や洗髪が許可されることがあるものの、坐月子の風習はいまだ中国大陸や台湾の各地で見られる。現代西洋医学では、坐月子は科学的根拠が乏しいとされる。
伝統的風習としての坐月子は厳しさが感じられる反面、現代の坐月子を見ると、出産した女性の静養のために坐月子センター（坐月子中心）とよばれる入院施設を、病院隣接の施設やホテルのような専門宿泊施設として整えているケースも多い。ここでは資格を持つスタッフが赤ちゃんの世話をし、食事も適切な食材を選んで調理した料理を施設が提供するなど、女性が産後の期間を快適に過ごせるような形に変化している地域もある。台湾では出産で失われた血を麻油鶏（鶏肉を米酒で煮た料理）が補うとされ、坐月子の間は産婦に毎日麻油鶏を食べさせるという伝統的な習慣がある。

### 生活上の制限
伝統的な坐月子は、出産後のこの期間に女性は次のようなことを求められる。
- 入浴および洗髪をしない
- 歯を磨かない
- 階段を登らない
- 冷たい水や食材を避ける
- 泣かない
- 性行為の禁止
- 縫い物をしない